# Hypaspidius costatus
Hypaspidius costatus är en skalbaggsart som beskrevs av Hermann Burmeister 1844. Hypaspidius costatus ingår i släktet Hypaspidius och familjen Rutelidae. Inga underarter finns listade i Catalogue of Life.